# Doomwyte
 (octobre 2023).
Si vous disposez d'ouvrages ou d'articles de référence ou si vous connaissez des sites web de qualité traitant du thème abordé ici, merci de compléter l'article en donnant les références utiles à sa vérifiabilité et en les liant à la section « Notes et références ».
Doomwyte est le vingtième tome de la série de romans de fantasy pour enfants Rougemuraille de Brian Jacques. Publié en 2008, il n'est pas encore traduit en français.